# باتری روی–کربن

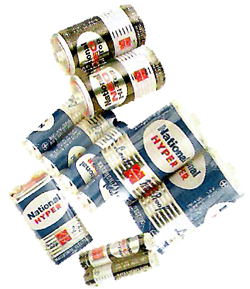
چند باتری روی–کربن در ابعاد مختلف

باتری روی–کربن گونه‌ای از باتری خشک است که در آن از دو الکترود روی (به صورت قوطی) و کربن (به صورت میله گرافیتی) استفاده می‌شود. این گونه از باتری شکل پیشرفته تری از باتری لکلانشه است و کاربردهای فراوانی از تجهیزات خانگی تا اسباب بازی دارد.

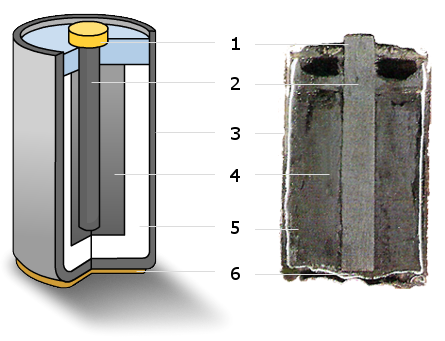
برش مقطعی یک باتری روی–کربن.

## عوارض محیط زیستی
هزاران تن از باتری روی-کربن در هر سال در سراسر جهان دور انداخته و اغلب بازیافت نمی‌شود. سطوح داخلی از روی در اصل می‌تواند با جیوه تحت پوشش قرار بگیرد به شکل یک الکترود پوشیده شده. این امر 'واکنش محلی' که در آن ناخالصی‌های موجود در روی باعث ایجاد مناطق کوچکی از "واکنش آبکاری" که باعث می‌شود روی با الکترولیت واکنش نشان دهد با سرعت بیشتری از آنچه انتظار میرود کاهش می‌دهد. جیوه در سلول‌های دور انداخته شده می‌تواند نفوذ به محیط زیست نماید. قانون در کشورهای مختلف (مانند رهنمود باتری در اتحادیه اروپا و قانون مدیریت باتری حاوی جیوه و قابل شارژ در ایالات متحده) در حال حاضر استفاده از جیوه را در باتری محدود می‌سازد. تولید کنندگان در حال حاضر باید برای جلوگیری از واکنش محلی و تخلیه-خودکار، از روی بسیار خالص بیشتری استفاده کنند. راحتی تولید و دفع، یک سلول خشک روی-کربن، اثرات زیست‌محیطی کمتری در دفع، در مقایسه با برخی از انواع باتری‌های دیگر دارد. منگنز (III) به آسانی اکسیده می‌شود و به همین ترتیب غیرفعال می‌شود. مقدار کمی از روی، کربن و نمک آمونیوم نیز بی‌ضرر هستند. [8] در ایالات متحده، قانون فدرال اجباری ایجاد نمی‌کند که باتری-روی کربن به عنوان زباله‌های خطرناک علامت گذاری شود.